# Tallinn-Tartu Grand Prix
Il Taillin-Tartu Grand Prix è stata una corsa in linea maschile di ciclismo su strada che si svolgeva tra le città di Tallinn e Tartu, in Estonia, ogni anno a fine maggio o nei primi giorni di giugno. Faceva parte del calendario dell'UCI Europe Tour classe 1.1.

## Storia
La corsa nel corso del tempo ha cambiato più volte denominazione: nel 2002 si chiamava Baltic Open-Tallinn Grand Prix, nel 2004 E.O.S. Tallinn Grand Prix e dal 2008 Tallinn-Tartu Grand Prix.
Assieme al SEB Tartu Grand Prix componeva il weekend ciclistico estone

## Albo d'oro
Aggiornato all'edizione 2012.
| Anno | Vincitore     | Secondo             | Terzo               |
| ---- | ------------- | ------------------- | ------------------- |
| 2002 | Oleg Griškin  | Andrus Aug          | Erki Pütsep         |
| 2003 | Arnaud Coyot  | Médéric Clain       | Lauri Aus           |
| 2004 | Mark Scanlon  | Nicolas Inaudi      | Arnaud Coyot        |
| 2005 | Janek Tombak  | Erki Pütsep         | Jonas Ljungblad     |
| 2006 | Janek Tombak  | Valery Valynin      | Aleksandr Chatuncev |
| 2007 | Erki Pütsep   | Aleksejs Saramotins | Marius Bernatonis   |
| 2008 | Mart Ojavee   | Erki Pütsep         | Jens Mouris         |
| 2009 | Erki Pütsep   | Jaan Kirsipuu       | Gert Jõeäär         |
| 2010 | Denis Flahaut | Jaan Kirsipuu       | Erki Pütsep         |
| 2011 | Angelo Furlan | Jonas Ahlstrand     | Alexandre Blain     |
| 2012 | Said Haddou   | Clinton Avery       | Blaž Furdi          |